# 鐵處女

鐵處女

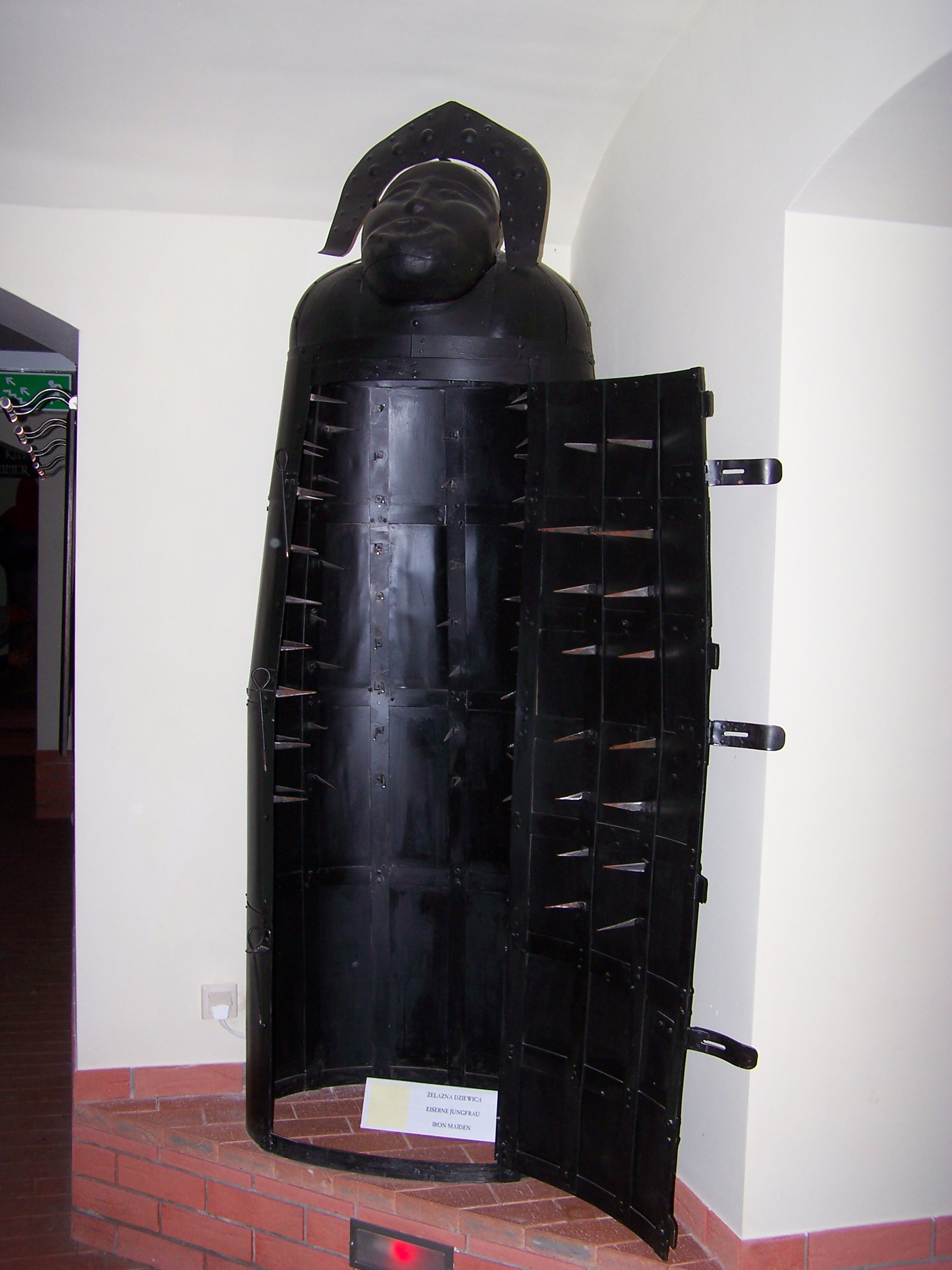
鐵處女

铁处女（或鐵娘子，亦称的）是中世纪欧洲用来處決或刑求的一种酷刑刑具，本身為（商業）展覽創造的物品，這個裝置在德語中被稱為“Eiserne Jungfrau”，表示與埃及木乃伊石棺非常相似的刑具。
比勒菲爾德大學沃夫岡·希爾德指出，鐵處女是19世紀的一位表演藝術家的想法，以1857年的傳說為藍本，將一些古老的刑具胡亂拼湊起來成型的，德國紐倫堡製作的複製品尤為著名，成為了現代鐵處女的形象，兩種铁处女的原型：一種是奧地利費斯特利茨城堡製造的，另一種是1857年在紐倫堡製造的 。該藝術家和他的朋友把鐵處女捐贈給了博物館，但博物館誤把其列入中世紀刑具名單中，作品的初衷是想讓人們知道，與現在相比，過去的刑具有多麼殘酷，所以他發明了一種他們想象中最殘酷的刑具來證明這一點，該藝術品影響了伯蘭·史杜克，他在1897年創作的小說《德古拉》聞名於今。

## 构造
外形呈类似圣母玛利亚的形状，高约2米，内部有人型的空洞。前面可以从左右打开，内部的空洞可以容纳人。前面提到过，它基本上是木製的。因为是木头製，所以为了达到一定的强度，必須做得比较厚，而铁製的則会薄一些，这一点即使是从照片上也能区别。门上有向内刺的钉子，主体的内部也有钉子，虽然号称为了不让受害者的惨叫传出铁处女而采取了很多措施，不过从物理上看是不可能的。另外有文献记载说，门的设计很巧妙，以至于在受害者死亡以后，即使不用打开门，尸体也会自己落下。但是，除非是大量处刑，否则不用眼睛去确认而让尸体自行落到地上并没有什么好处，而且为了短时间内把人刺死，尸体也可能會被钉子钉住而难以落下，所以推测这种记载是虚构的。

## 使用方法
把犯人放入铁处女内部的空洞中，然后把门关上，犯人就会被门上的钉子刺穿全身。现存的铁处女的钉子长度相差很大，从基本上没有生存空间的，到只要不乱动就只会受轻伤的类型都有。想来应该有必要根据犯人的高矮胖瘦来调整铁处女，不过没有发现过这样的调整装置，也没有准备很多铁处女来处决不同体型的犯人的记录。因此，有人认为铁处女除了用来处刑，也可以用来拷问，甚至可能只是用来吓人的。如果实际使用铁处女杀人的话，死亡的原因应该是出血过多导致休克。中世紀時期，比鐵處女效率高且實用的刑具非常多樣，沒有必要再特地製作，成本較高且效率低下的鐵處女來拷問犯人。

## 現實中的铁处女
雖然有類似的文物紀錄古代斯巴達君主納比斯曾經使用過，阿拔斯王朝維齊爾伊本·扎亞特(Ibn al-Zayyat)也曾製作類似的拷問用具，但沒有證據表明，人們認知的铁处女在19世紀初之前就存在過。
創作是以16世紀到19世紀的羞恥桶原型，後來衍伸成20世紀初，歐美流行文化的破產桶，代表著貧窮，表明拍攝對象非常貧窮，連衣服都買不起，相關代表有藍色小精靈裡的賈不妙。

## 传说中的铁处女的故事
有人认为铁处女是哈布斯堡匈牙利王國的巴托里伯爵夫人的发明，不过因为当时没有记录，所以估计是后世的创作。在传说中，在受害者死后，将铁处女的地板移开，尸体会随着水流到城堡之外，而且在尸体流过的路线上设有锋利的刀，当尸体出现在城堡以外的时候，已经不成人形了。有一种说法认为，一个女佣在给伯爵夫人梳头的时候，不小心把她弄疼了。她非常生气，用髮簪刺向女佣的心脏。当她擦去手上的鲜血时，发现手上的皮肤似乎是发出了金色的光辉，这让她相信处女的血有保养皮肤的功效。于是她抓了很多美丽的处女，并且为了榨取她们的鲜血而制作了铁处女。也有一种说法认为从铁处女流出的血会通过管子流入到伯爵夫人的浴室中。

## 斯巴達君主納比斯
這是一種插入釘子的結構，這樣的物品陳列在沃爾泰拉（義大利）的酷刑博物館。然而，隨附的文字解釋說，刺或釘子的大小不足以刺入肉體，不足以殺死酷刑受害者。然而，它們刺入的深度足以啟動流血致死的過程，導致比刺穿重要器官更痛苦的死亡。

## 大眾文化
以下為幾部在劇中有铁处女出现的大眾文化作品。
电影
- 《辛巴达航行七海》（1989）
- 《断头谷》（1999）
- 《吸血女伯爵》（Báthory，2008）
- 《女伯爵》（The Countess ，2009）
- 《不死軍團》（The Old Guard ，2020）
- 《不死軍團2》(The Old Guard 2, 2025)

动画
- 《聖魔之血》
- 《校園迷糊大王 二学期》
- 《神聖十月》
- 《鋼之鍊金術師》
- 《暮蟬悲鳴時 綿流篇》
- 《通靈王》
- 《金田一少年之事件簿》蝋人形城殺人事件
- 《荒川爆笑團》第13話
- 《Code Geass 反叛的魯路修》第25話
- 《C³ -魔幻三次方-》
- 《未來日記》特別篇的片頭曲
- 《鬼燈的冷彻》
- 《驅魔少年》第83-84話
- 《邪神與廚二病少女》
- 《隔壁的吸血鬼美眉》第4话
- 《盾之勇者成名錄》第11話
- 《科學一方通行》第6話
- 《這個勇者明明超TUEEE卻過度謹慎》第9話
- 《處刑少女的生存之道》第7話、第8話、第9話、第11話

游戏
- 《惡魔城 蒼月十字架》
- 《惡魔城 被奪走的刻印》
- 《影牢 〜刻命館 真章〜》
- 《聖騎士之戰》
- 《真女神转生2》
- 《生化危机0》
- 《生化危机4》
- 《狂氣古城》
- 《魔兵驚天錄》
- 《魔獸世界》
- 《絕對武力Online》
- 《百變恰吉》
- 《黑暗2》（The Darkness II）
- 《暗黑破壞神III》
- 《白貓Project》 (梅璐・帕薇塔)
- 《女神异闻录5S》
- 《艾爾登法環》
- 《旁觀者2》
- 《Fate/Grand Order》(カーミラ)

漫畫
- 《路德維希革命》
- 《驅魔少年》第12冊
- 《通靈童子》
- 《金田一少年之事件簿》
- 《飛輪少年》
- 《烙印勇士》
- 《奴隸區》
- 《潘朵拉之心》
- 《黑執事》
- 《有點可愛的女子高中拷問社》

電視劇
- 《三色貓福爾摩斯的推理》第3話
- 《沉睡谷》
- 《萧十一郎》
- 《騎士墜落第2季》